# Sara Aerts
Sara Aerts, née le 25 janvier 1984 à Turnhout en Belgique, est une bobeuse belge et ancienne athlète.

## Biographie

### Athlétisme
Elle remporte la médaille d'argent de l'heptathlon lors des Universiades d'été de 2007, à Bangkok.

### Bobsleigh
Une blessure au tendon d'Achille réduit à néant les espoirs de Sara de disputer les Jeux de Rio, c'est alors que Hanna Mariën, ancienne championne olympique en athlétisme et présidente de la Fédération belge de bobsleigh et de skeleton (BFBS) lui propose de rejoindre les Belgian Bullets comme freineuse dans le but d'atteindre les Jeux de Pyeongchang.

## Résultats

### Athlétisme
| Date | Compétition                    | Lieu      | Résultat | Épreuve    | Performance |
| ---- | ------------------------------ | --------- | -------- | ---------- | ----------- |
| 2001 | Championnats du monde cadets   | Debrecen  | 17e      | Heptathlon | 4 622 pts   |
| 2007 | Universiade                    | Bangkok   | 2e       | Heptathlon | 5 904 pts   |
| 2010 | Championnats d'Europe          | Barcelone | 12e      | Heptathlon | 6 084 pts   |
| 2011 | Championnats d'Europe en salle | Paris     | 12e      | Pentathlon | 4 282 pts   |

### Records
| Épreuve     | Performance | Lieu      | Date            |
| ----------- | ----------- | --------- | --------------- |
| Heptathlon  | 6 084 pts   | Barcelone | 31 juillet 2010 |
| 100 m haies | 12 s 90     | Ninove    | 27 juillet 2013 |